# Artur Arredondo
Arturo Arredondo, también conocido por su nombre artístico Arthur White (nacido el 23 de marzo de 1983) es un músico, compositor, vocalista y productor mexicano, fue guitarrista principal, corista y voz secundaria en PXNDX. actualmente es miembro fundador y vocalista de Desierto Drive.también cofundador de una empresa de merchandising llamada Negro Pasión, una tienda online basada en la venta de merchandising oficial de artistas latinoamericanos.

## Biografía
Arturo Arredondo nació el 23 de marzo de 1983 en Monterrey. Desde muy joven se encontró con la música. Muy joven formó un grupo musical llamado Super Asfalto pero pronto el grupo se separó. Se unió a PXNDX con el tercer disco de la banda Para ti con desprecio (2005), y permaneció con la banda hasta el último disco Sangre Fría (2013).

## PXNDX(2004-2016)
PXNDX fue un capítulo decisivo en la carrera de Arturo. La banda publicó siete álbumes de estudio, entre ellos Para ti con desprecio (2005) y Amantes Sunt Amentes (2006), y se consolidó como una de las bandas de rock latino más reconocidas. La guitarra de Arturo contribuyó a éxitos como “Los Malaventurados No Lloran”, ”Cita en el Quirófano" y "Narcisista por Excelencia".
En reconocimiento a sus contribuciones a la banda, Arturo recibió múltiples nominaciones a premios. En particular, fue nominado al Mejor Álbum de Rock por un Dúo o Grupo con Voz en la 9ª edición de los Premios Grammy Latinos por el álbum en directo de PXNDX Sinfonía Soledad. Además, obtuvo una nominación en la 50ª edición de los premios Grammy Latinos al Mejor Álbum de Rock Latino o Alternativo por Amantes Sunt Amentes.
A pesar de enfrentarse a múltiples acusaciones de plagio a mediados de la década de 2000, PXNDX continuó prosperando, actuando internacionalmente y logrando ventas de discos de oro y platino gracias a una sólida base de fans. Su último concierto en 2016 en la Arena Ciudad de México marcó el final de una era, ya que la banda anunció un hiato indefinido.

## Desierto Drive (2018-presente)
Tras el parón de PXNDX hasta la fecha, Arturo, junto a Ricardo Treviño y Jorge Vázquez, formó la banda indie Desierto Drive. Mexican Dream, fue su primer lanzamiento en 2019 y exploró una variedad de géneros, incluyendo punk, funk y mariachi. Desierto Drive ha recibido comentarios positivos por su estilo musical diverso, y la banda continúa grabando y presentando. Historias Live, su segundo álbum, destaca su sonido en evolución y mezcla rock alternativo con influencias culturales mexicanas.

## Álbumes
Desde la separación de PXNDX, Arturo continuo como solista bajo el nombre Arthur White. En 2017 Arthur White debutó su primer álbum, un EP llamado Ego Pop el cual consiste de 6 canciones reconocidas como número 1 en iTunes México.
En 2018, lanzó su segundo EP titulado Somnofobia, que cuenta con seis canciones. El tema “Monstruos Xtraños” ue lanzado como primer sencillo, con un vídeo musical que lo acompaña, disponible en YouTube.

## Sencillos
Ocasionalmente sube sencillos en su canal de YoutTube los cuales incluyen: Reflejos, Abnormal, Vicios y Fría Como El Viento.

## Negro Pasión
Arturo Arredondo cofundó, junto con Ricardo Treviño y Andrés Farias, Negro Pasión, una empresa de merchandising que apoya a artistas latinoamericanos. La empresa ofrece una plataforma para que los músicos vendan su propia mercancía oficial La empresa representa a artistas como Insite, Aleks Syntek The Warning entre otros.
Negro Pasión se creó para ofrecer a los músicos una forma sostenible de monetizar su trabajo. La empresa ha trabajado con grupos independientes, como División Minúscula, para lanzar con éxito su tienda de productos en línea.

## Discografía

### Con Panda
- Arroz con Leche (2000)
- La revancha del príncipe charro (2002)
- Para ti con desprecio (2005)
- Amantes Sunt Amentes (2006)
- Sinfonía Soledad (2007)
- Poetics (2009)
- MTV Unplugged (2010)
- Bonanza (2012)
- Sangre Fría (2013)

### Como Arthur White
- Ego Pop - EP (2017)
- Somnofobia - EP (2018)

### Con Desierto Drive
- Mexican Dream (2019)
- Historias Live (2020)
- Cuentos de Magia y Misterio - EP (2021)
- Antes De Que Salga El Sol (2025)